# Catherine Macaulay

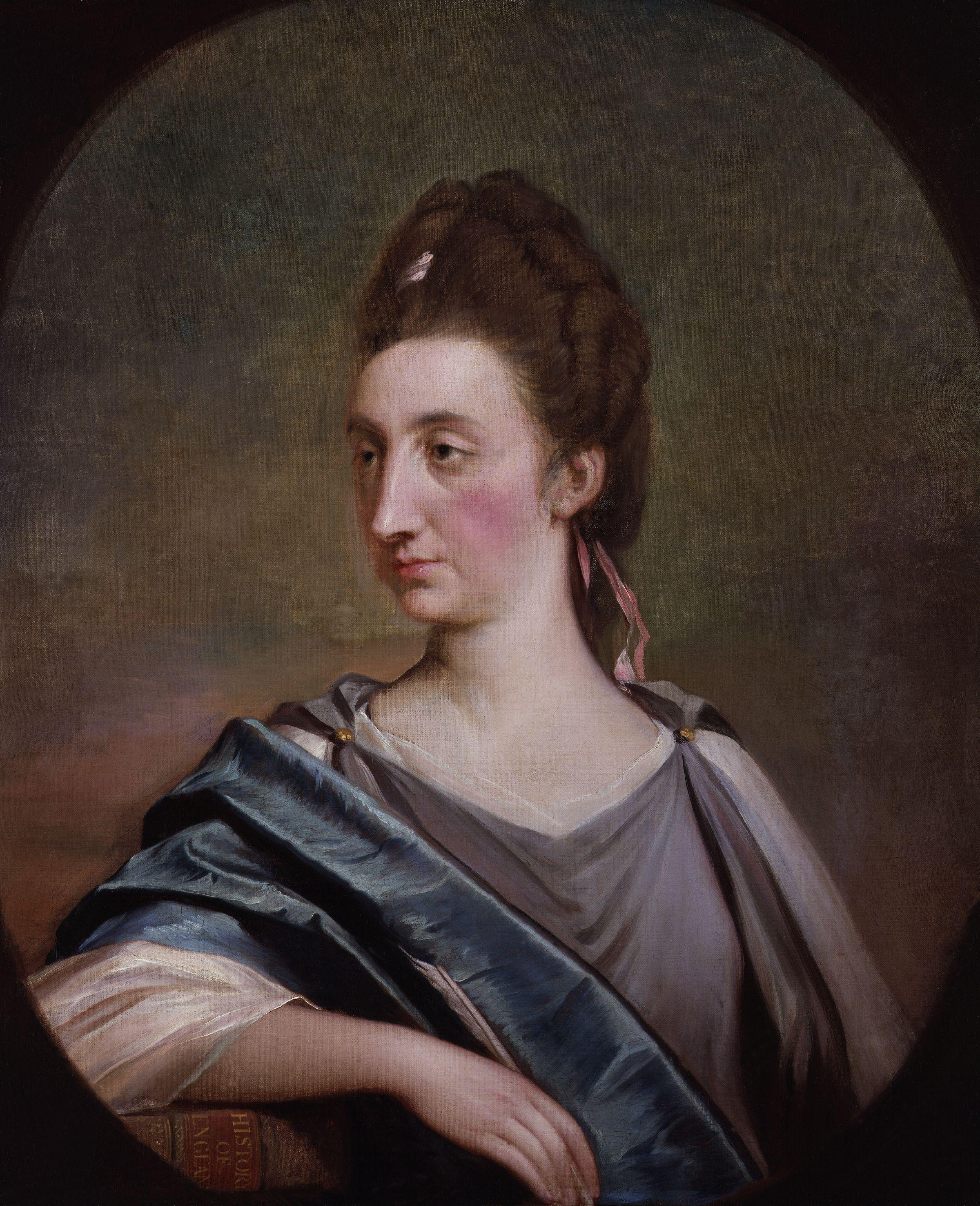
Robert Edge Pine: Catherine Macaulay, um 1774

Catherine Macaulay oder Catherine Sawbridge Macaulay Graham, auch bekannt als Catharine Macaulay (* 2. April 1731 in Wye, Kent; † 22. Juni 1791 in Binfield, Berkshire) war eine englische Historikerin, Frauenrechtlerin und republikanische Schriftstellerin, die großen Einfluss auf Persönlichkeiten der amerikanischen Revolution hatte. Sie gilt als erste englische Historikerin.

## Leben
Catherine wurde als zweites von vier Kindern des Gutsbesitzers John Sawbridge of Olantigh (gest. 1762) und von dessen Frau Dorothy in der Grafschaft Kent nahe Canterbury geboren und erwarb sich im Wesentlichen durch Selbststudium eine umfassende Bildung in (auch klassischer) Literatur, Philosophie und Geschichte, mit Schwerpunkt römischer und griechischer Geschichte, was ihre republikanische Gesinnung begründete. Ein weiterer Vorfall, der sie politisch aktivierte, war der Fall von Catherine Macaulays Großvater Jacob Sawbridge, durch den die Familie die Folgen von Regierungs- und Ämterwillkür kennengelernt hatte. Dieser war 1720 dazu verurteilt worden, für einen Teil von John Laws Südsee-Schwindel geradezustehen, da er einer der Direktoren der Kompagnie war. 1760 heiratete sie im Alter von 29 Jahren, was zu damaliger Zeit als sehr spät galt, den 15 Jahre älteren verwitweten schottischen Arzt George Macaulay (1716–1766). Macaulay hatte in Padua studiert und war als Arzt am Brownlow Street Hospital, einer Geburtsklinik („lying in“) in London, tätig. Aus der Ehe ging eine Tochter hervor.
Der Tod ihres Mannes im Jahre 1766 versetzte Catherine Macaulay einen schweren Schlag. Auch ihre gesundheitliche Konstitution war zeitlebens nicht sehr gut, hinderte sie aber nicht an politischen Aktivitäten. Als überzeugte Republikanerin war sie in mehreren Reformklubs der damaligen Zeit führend, z. B. war sie mit den „Supporters of the Bill of Rights“ eng verbunden. Diese waren 1768 von einer Gruppe junger Anwälte und Kaufleute, darunter auch von Mrs. Macaulays jüngerem Bruder, dem Parlamentsabgeordneten John Sawbridge, gegründet worden. Die Gruppe unterstützte John Wilkes, dessen Wahlsieg nicht anerkannt worden war und der im Gefängnis saß. Weitere Ziele der Gruppe waren die Sicherung der in den Bill of Rights zugesagten Freiheitsrechte. Sie waren gut organisiert, ähnlich einer modernen Partei. Sawbridge wurde durch seine Kampagne in der Öffentlichkeit so populär wie Wilkes und wurde zum Sheriff und Alderman von London gewählt.
Ab 1774 stürzte sich Catherine Macaulay in das gesellschaftliche Leben im Kurort Bath. Der Pfarrer von St. Stephens in Walbrook, London, Thomas Wilson, schenkte ihr ein Haus („Alfred House“ in Alfred Street Nr. 2) samt Bibliothek, wo sie in ihrem „Salon“ Hof hielt. Macaulay widmete ihm den ersten Band ihrer Geschichte Englands. Wilson verewigte sie wiederum in einer Marmorstatue, auf der sie mit Feder und Buch als Muse der Geschichte dargestellt war, und stellte diese zum Ärger seiner Gemeinde in der Kirche nahe dem Altar auf.
Andere Bewunderer ließen zu ihrem Geburtstag 1777 sechs Oden drucken. 1775 und 1777 besuchte sie Paris, wo sie u. a. Turgot, Marmontel sowie Benjamin Franklin traf und große Erfolge feierte. Nach den Worten von Walpole war sie damals einer der Attraktionen, die jeder Ausländer besuchen wollte.
Ihr freimütiges Auftreten provozierte allerdings auch böswillige Kommentare wie die des damaligen „Literaturpapstes“ Johnson („Sie solle lieber ihre Wangen röten als anderer Leute Seelen schwärzen“), der ihre Geschichte Englands heftig kritisierte. Bei einem Diner, das sie gab, stellte Johnson ihre republikanischen Prinzipien auf die Probe, indem er einen ihrer Diener („Footman“) zu Tisch forderte und dann über ihre Reaktion bemerkte, dass „sie ihn [Johnson] danach nie wieder mochte“. Johnson verschweigt Macaulays Antwort, die sie selbst aber in ihren Letters of Education gibt – sie habe die politische Gleichheit jeden Bürgers gemeint. Der Whig-Politiker und Journalist John Wilkes, eigentlich einer ihrer politischen Unterstützer, den sie zuvor ebenfalls politisch unterstützt hatte als er inhaftiert war oder mit Inhaftierung bedroht war, äußerte sich ebenfalls abfällig (sie kehre aus Paris „bis zu den Augen angemalt“ zurück).
Die am 17. Dezember 1778 in Leicester vollzogene überraschende Heirat der 47-jährigen Macaulay mit dem damals 21-jährigen William Graham, der Bruder des bekannten schottischen Quacksalbers James Graham sowie damals Lehrlingsgehilfe eines Chirurgen war und später Geistlicher wurde, löste einen Skandal aus, der ihren Ruf in England untergrub. Viele Freunde trennten sich von ihr, und bissige Satiren erschienen. Selbst Wilson ließ ihre Marmorstatue wieder aus seiner Kirche entfernen. Mrs. Macaulay ihrerseits überließ ihm wieder sein Haus in Bath und zog mit ihrem Mann nach Leicestershire und schließlich nach Binfield in Berkshire nahe Bracknell, in einem Teil des Windsor Forest – ihre Erfolge als Schriftstellerin hatten sie finanziell unabhängig gemacht.
Ihr Grab ist auf dem Friedhof von All Saints in Binford.
Da sie manchmal nur als Macaulay zitiert wird, sollte sie nicht mit Thomas Babington Macaulay, der ebenfalls eine (viel bekanntere) Geschichte Englands schrieb, verwechselt werden.

## Historikerin
Nach ihrer Heirat begann Catherine Macaulay selbst als Historikerin tätig zu werden, vornehmlich um den konservativen (Tory) Ansichten in David Humes bekannter englischer Geschichte entgegenzutreten. Ihr Werk History of England erschien 1763 bis 1783 in 8 Bänden auf über 3500 Seiten und behandelt überwiegend das 17. Jahrhundert. Es war seinerzeit sehr populär und wurde z. B. von Horace Walpole noch über David Hume gestellt. Walpole meinte zwar, dass das Werk sehr von Vorurteilen bestimmt ist (beispielsweise verabscheut sie Oliver Cromwell, obwohl er Karl I. absetzte), bescheinigt ihr aber „männliche Kraft mit der Würde eines Philosophen“. Aber auch persönliche Angriffe blieben nicht aus, die sogar so weit gingen, dass noch nach ihrem Tod behauptet wurde, sie wäre 1764 aus dem Lesesaal des Britischen Museum verbannt worden, da sie Manuskriptblätter entfernt hätte. Ihr verwitweter Ehemann bestritt dies 1794 aber vehement. In ihrem Geschichtswerk stützt sie sich – ungewöhnlich für die Zeit – stark auf Primärquellen. Die englische Geschichte wird als ständiger Kampf um Freiheitsrechte gegen Tyrannen geschildert, der bis in die Gegenwart andauere. Eine französische Übersetzung von Guiraudet erschien auf Empfehlung Mirabeaus 1791–1792 in Paris in fünf Bänden. Auch William Pitt lobte das Werk im Unterhaus.

## Politischer Einfluss in den USA
Während ihre Heirat in England ihrem Ruf schadete, behielt sie in Amerika aber ihre Bewunderer und hatte mit ihren republikanischen Schriften und ihrem Geschichtswerk großen Einfluss auf die führenden Persönlichkeiten der amerikanischen Revolution. 1785 wurde sie auf ihrer Tour durch die USA gefeiert und wohnte mit ihrem Mann 10 Tage bei George Washington in dessen Landsitz Mount Vernon. Sie korrespondierte bis zu ihrem Tod mit ihm u. a. über Verfassungsfragen. Außerdem traf sie James Warren und seine Frau Mercy Otis Warren, ebenfalls eine Historikerin, John Adams und seine Frau Abigail, Benjamin Rush u. a., mit denen sie schon seit den 1770er Jahren in England korrespondierte und mit dringend benötigten Informationen über die Meinungen in England zur amerikanischen „Rebellion“ versorgte.
Neben der amerikanischen Revolution begrüßte sie auch die Revolution in Korsika und bekämpfte in öffentlichen Pamphleten die konservativen Ansichten Edmund Burkes zur Revolution in Frankreich.

## Macaulay als frühe Feministin und ihreBriefe über Erziehung
Die 1790 veröffentlichten „Briefe über Erziehungsfragen“ zeigen sie als Vorläuferin von Mary Wollstonecraft, deren Traktat A Vindication of the Rights of Woman (Verteidigung der Rechte der Frau) aus dem Jahr 1792 häufig als erster bedeutender Protest gegen die Lage der Frauen betrachtet wurde. Wollstonecraft hatte die Letters of Education von Macaulay für den „Analyticial“ rezensiert und übernahm vieles aus ihnen. Während Wollstonecraft aber vorsichtiger die Erziehung der Frauen forderte, damit sie gute Mütter würden, plädierte sie für Erziehung zur Erlangung gleicher Rechte wie die Männer. Die damals gern als allgemeine „Weisheit“ behauptete Unterlegenheit von Frauen war für sie einzig eine Folge mangelnder Bildungsmöglichkeiten und sozialer Benachteiligung. Wollestonecraft traf ihr Vorbild zwar nie persönlich, stand aber mit Macaulay in Korrespondenz. Beide waren darauf angewiesen, ihr Geld selbst zu verdienen und gehörten somit nicht in die ab etwa den 1770er Jahren damals als Blaustrümpfe (Bluestockings) bezeichneten Kreise literarisch ambitionierter Frauen, die überwiegend höheren gesellschaftlichen Schichten entstammten (z. B. Elizabeth Montagu, Elizabeth Vesey, später Fanny Burney).
In ihren Briefen über Erziehung trat sie außerdem besonders für die Erziehung zum Mitgefühl gegenüber Tieren und zur Gewaltlosigkeit ein. Sie beklagt sich auch über die Doppelmoral, die wie in ihrem Fall Frauen bei unkonventionellem Verhalten leicht zu Fall bringt.

## Zitate
She is the woman of the greatest abilities that this country has ever produced, endowed with a sound judgment, and writing with sober energy and argumentative closeness
Mary Wollestonecraft Vindication of the rights of woman
(dt. Sie ist die Frau mit den größten Fähigkeiten, die dieses Land je hervorgebracht hat, versehen mit einer sicheren Urteilskraft. Sie schreibt mit ruhiger Kraft und argumentiert zwingend)

## Werke
- The History of England from the Accession of James I to the restoration of the Brunswick Line, 8 Bde., London, J.Nourse, 1763–1783
- Loose remarks on Mr. Hobbes’ Philosophical Rudiments of Government and Society, with a short Sketch of a Democratical Form of Government in a Letter to Signor Paoli‚, London, W.Johnston, 1767 (die Revolution in Korsika durch Pascal Paoli ab 1755 war die erste große Revolution des Jahrhunderts; das erste Pamphlet wendet sich gegen Hobbes monarchistische Idealregierung)
- Observations on a Pamphlet, Entitled, Thoughts on the Cause of the Present Discontents, 1770
- The History of England, from the Revolution to the present Time. In a Series of Letters to the Rev. Dr. Wilson, Rector of St. Stephen's, Walbrook, and Prebendary of Westminster. Dilly, 1778.[11]
- Observations on the Reflections of the Right Hon. Edmund Burke, on the Revolution in France, in a Letter to the Right Honorable The Earl of Stanhope, London, C.Dilly, 1790, Boston 1791, neu On Burkes reflection of the french revolution, Woodstock Books 1997, ISBN 1-85477-204-X
- The Address to the People of England, Scotland, and Ireland, on the Present Important Crisis of Affairs, 1775 (zur amerikanischen Revolution)
- Modest plea for the property of copyright, Bath, London 1774
- Treatise on the Immutability of Moral Truth 1783 (wieder abgedruckt in Letters on education)
- Letters on Education with Observations on Religious and Metaphysical Subjects, 1790, Neuausgabe Catherine Macaulay, Letters on Education, 1790, Oxford, New York, Woodstock Books, 1994, ISBN 1-85477-184-1, sowie London 1996, Pickering and Chatto, ISBN 1-85196-277-8 (sowie New York, Garland Publishing 1974, Vorwort Gina Luria)
- Political writings, edited by Max Skjönsberg, Cambridge ; New York : Cambridge University Press, 2023, ISBN 978-1-009-30748-2